# Hedqvistina saetosa
Hedqvistina saetosa – gatunek błonkówki z rodziny Diparidae, jedyny z monotypowego rodzaju Hedqvistina.
Rodzaj i gatunek typowy opisane zostały po raz pierwszy w 1969 roku przez Karla-Johana Hedqvista na łamach „Entomologisk Tidskrift” pod nazwami Boeria i Boeria saetosa. Jako miejsce typowe wskazano Port St. Johns w Południowej Afryce. Jako że nazwa Boeria okazała się być młodszym homonimem w 2008 roku Ahmet Ömer Koçak, Yusuf Hiiseyinoġlu i Muhabbet Kemal wprowadzili nową nazwę Hedqvistina od nazwiska oryginalnego opisu.
Owad znany wyłącznie z pięciu okazów samic. Głowa ma czułki o trójczłonowych buławkach, torulusy osadzone nisko na twarzy, oddalone o około dwie średnice od zagłębienia gębowego (fossa oralis), oczy o równolegle biegnących krawędziach wewnętrznych oraz ciemię zaopatrzone w liczne pary silnych szczecinek czarnej barwy. Mezosoma ma liczne pary mocnych, czarnych szczecinek po stronie grzbietowej oraz wykształcone notauli. Praepectus ma niewielkie rozmiary i nie sięga do teguli. Tylna para odnóży ma dwie ostrogi na szczycie goleni. Dłuższy niż wysoki pozatułów łagodnie opada i pozbawiony jest rożków. Akropleuron jest szeroko rozrośnięty. Pomostek jest wyprostowany, nie dłuższy niż półtorakrotność swej szerokości.
Gatunek afrotropikalny, endemiczny dla Południowej Afryki, znany wyłącznie z prowincji Przylądkowej Wschodniej i Przylądkowej Zachodniej.